# Annie Barois
Pour les articles homonymes, voir Barois.
Annie Barois, née le 7 janvier 1930 à Toulon et morte le 31 janvier 2024 à La Farlède, est une médecin française, professeur des universités, pédiatre réanimateur, ancienne chef de service de réanimation de l’hôpital de Garches.

## Biographie
Elle décide très tôt de devenir médecin et fait ses études dans les années 1950 ; elle est diplômée en pédiatrie. Elle commence à travailler à l'hôpital de Garches en 1963 et y fait toute sa carrière ; elle est chef du service de réanimation et de neurologie pédiatrique. 
Son service s'est spécialisé dans la prise en charge des maladies neuromusculaires et elle s'est rapprochée de l'AFM-Téléthon au début des années 1970, rejoignant le conseil scientifique de l’association en 1988. Elle explique que pour la première fois, elle était en contact avec des scientifiques qui faisaient de la recherche et des praticiens qui faisaient de la clinique.
Elle a écrit ses mémoires (Regards d’hier à aujourd’hui, éd. Pour Mémoire, 2005) : « Auprès de mes petits malades, comme auprès de mes filleuls et de mes amis, j’ai trouvé une famille que j’ai aimée et qui m’a aimée en retour ».

## Publications
Annie Barois est auteure et co-auteure de nombreuses publications scientifiques, en particulier sur la SMA mais aussi d'autres myopathies.
Elle a écrit la préface du livre Le syndrome d'épuisement professionnel des soignants de Pierre Canouï, Aline Mauranges et Anne Florentin.

## Hommages
Elle est faite officier de la Légion d'honneur le 18 avril 2014.